# Associazione Calcio Brescia 1951-1952
Questa pagina raccoglie le informazioni riguardanti l'Associazione Calcio Brescia nelle competizioni ufficiali della stagione 1951-1952.

## Stagione
Il dott. Alberto Cucchi lascia la presidenza al commendator Primo Cavellini che assume la carica di Commissario per circa sei mesi. Il 5 luglio 1951 viene nominato Commissario Antonio Vailati, un mese più tardi si forma il "Consiglio di Reggenza". 
Viene confermato Luigi Bonizzoni alla guida tecnica delle rondinelle. Arriva a Brescia il centrocampista Ferruccio Valcareggi futuro CT azzurro. 
In attacco viene ceduto Lorenzo Bettini alla Roma, sostituito da Valentino Bonaiti che realizzerà dodici reti nel torneo. 
Ottimo il campionato del Brescia che lotta per il primato con la Roma appena retrocessa. Le rondinelle ottengono 13 risultati utili prima della sconfitta di Siracusa, si rifanno subito battendo la Roma (1-0) all'ombra del Cidneo, poi è un continuo rincorrersi con i giallorossi fino al termine del campionato. 
Non bastano le tre vittorie consecutive nel finale per acciuffare il primato, il Brescia arriva secondo ad un punto solo dai romani che ritrovano subito la Serie A. Per regolamento la seconda del torneo cadetto deve affrontare la quart'ultima della massima serie che è la Triestina, per mantenere o conquistare la Serie A. A Valdagno, il 13 luglio 1952 va in scena lo spareggio vinto dai giuliani (1-0).

## Rosa
| N. |                   | Ruolo | Calciatore         |
| -- | ----------------- | ----- | ------------------ |
|    | Italia (bandiera) | P     | Rinaldo Seri       |
|    | Italia (bandiera) | P     | Giuseppe Zibetti   |
|    | Italia (bandiera) | D     | Giovanni Azzini    |
|    | Italia (bandiera) | D     | Remo Bertoni       |
|    | Italia (bandiera) | D     | Filippo Parola     |
|    | Italia (bandiera) | D     | Piero Provezza     |
|    | Italia (bandiera) | D     | Domenico Salvi     |
|    | Italia (bandiera) | D     | Sauro Tomà         |
|    | Italia (bandiera) | D     | Cesare Zamboni     |
|    | Italia (bandiera) | C     | Romano Agostinelli |
|    | Italia (bandiera) | C     | Alfonso Borra      |
|    | Italia (bandiera) | C     | Aldo Gualeni       |

| N. |                   | Ruolo | Calciatore           |
| -- | ----------------- | ----- | -------------------- |
|    | Italia (bandiera) | C     | Francesco Malighetti |
|    | Italia (bandiera) | C     | Giuseppe Matassoni   |
|    | Italia (bandiera) | C     | Andrea Milani        |
|    | Italia (bandiera) | C     | Celso Posio          |
|    | Italia (bandiera) | C     | Ferruccio Valcareggi |
|    | Italia (bandiera) | A     | Franco Bassetti      |
|    | Italia (bandiera) | A     | Valentino Bonaiti    |
|    | Italia (bandiera) | A     | Pietro Cotelli       |
|    | Italia (bandiera) | A     | Bruno De Lazzari     |
|    | Italia (bandiera) | A     | Libero Gualtieri     |
|    | Italia (bandiera) | A     | Marcello Vecchio     |

## Risultati

### Serie B

#### Girone di andata
| Arbitro: | Caputi (Molfetta) |

|  |           |           |
|  | Marcatori | 64’ Posio |

| Brescia 16 settembre 1951 2ª giornata | Brescia            | 0 – 0 | Treviso | Stadium di Viale Piave\| Arbitro: \| Biliotti (Ravenna) \| |
| Arbitro:                              | Biliotti (Ravenna) |       |         |                                                            |

| Arbitro: | Rigato (Mestre) |

|             |           |           |
| Vecchio 31’ | Marcatori | 8’ Frizzi |

| Arbitro: | Savio (Torino) |

|                   |           |                                             |
| Ceriotti 37’, 47’ | Marcatori | 57’ Malighetti 61’ Matassoni 69’ De Lazzari |

| Arbitro: | De Leo (Mestre) |

|             |           |  |
| Bonaiti 36’ | Marcatori |  |

| Arbitro: | Liverani (Torino) |

|  |           |             |
|  | Marcatori | 75’ Bonaiti |

| Brescia 21 ottobre 1951 7ª giornata | Brescia               | 0 – 0 | Catania | Stadium di Viale Piave\| Arbitro: \| Piemonte (Monfalcone) \| |
| Arbitro:                            | Piemonte (Monfalcone) |       |         |                                                               |

| Arbitro: | Savio (Torino) |

|            |           |            |
| Bonaiti 7’ | Marcatori | 1’ Giraudo |

| Arbitro: | Tibaldi (Savona) |

|                               |           |                      |
| Grosso 5’ (rig.) Cereseto 61’ | Marcatori | 21’ Milani 42’ Borra |

| Arbitro: | Fortina (Novara) |

|                              |           |                      |
| Lodi 48’ (rig.) Brighenti II | Marcatori | 19’ Milani 30’ Posio |

| Arbitro: | De Leo (Mestre) |

|           |           |  |
| Posio 83’ | Marcatori |  |

| Arbitro: | Liverani (Torino) |

|            |           |                |
| Remonti 3’ | Marcatori | 61’ De Lazzari |

| Arbitro: | Zoli (Pontedera) |

|                       |           |                          |
| Bonaiti 44’ Borra 62’ | Marcatori | 60’ Conti 82’ Vergazzola |

| Arbitro: | Cartei (Firenze) |

|             |           |  |
| Badiali 22’ | Marcatori |  |

| Arbitro: | Tassini (Verona) |

|                |           |  |
| Malighetti 44’ | Marcatori |  |

| Arbitro: | Arpaia (Roma) |

|                |           |  |
| Malighetti 30’ | Marcatori |  |

| Arbitro: | Canavesio (Torino) |

|  |           |                            |
|  | Marcatori | 54’ Bonaiti 60’ Malighetti |

| Arbitro: | Pieri (Trieste) |

|                                |           |                                             |
| Sforzin 71’, 77’ Pivatelli 80’ | Marcatori | 15’ Malighetti 44’ Bonaiti 58’ (rig.) Borra |

| Arbitro: | Agnolin (Bassano del Grappa) |

|                               |           |                          |
| Rizzato 11’, 40’ Catalano 80’ | Marcatori | 44’ Bonaiti 60’ Bassetti |

#### Girone di ritorno
| Arbitro: | Fortina (Novara) |

|             |           |  |
| Bonaiti 90’ | Marcatori |  |

| Arbitro: | Canavesio (Torino) |

|                |           |  |
| Vascellari 26’ | Marcatori |  |

| Arbitro: | Agnolin (Bassano del Grappa) |

|              |           |                            |
| Azimonti 77’ | Marcatori | 21’ Valcareggi 89’ Bonaiti |

| Arbitro: | Longagnani (Modena) |

|                               |           |             |
| Bassetti 10’, 14’ Bonaiti 19’ | Marcatori | 12’ Alberti |

| Pisa 9 marzo 1952 24ª giornata | Pisa            | 0 – 0 | Brescia | Stadio Arena Garibaldi\| Arbitro: \| Rigato (Mestre) \| |
| Arbitro:                       | Rigato (Mestre) |       |         |                                                         |

| Arbitro: | Casati (Varese) |

|              |           |  |
| Bassetti 68’ | Marcatori |  |

| Catania 23 marzo 1952 26ª giornata | Catania              | 0 – 0 | Brescia | Stadio Cibali\| Arbitro: \| Occhinegro (Taranto) \| |
| Arbitro:                           | Occhinegro (Taranto) |       |         |                                                     |

| Arbitro: | Liverani (Torino) |

|  |           |           |
|  | Marcatori | 25’ Posio |

| Arbitro: | Ferrari (Mantova) |

|              |           |  |
| Bassetti 49’ | Marcatori |  |

| Brescia 13 aprile 1952 29ª giornata | Brescia               | 0 – 0 | Modena | Stadium di Viale Piave\| Arbitro: \| Piemonte (Monfalcone) \| |
| Arbitro:                            | Piemonte (Monfalcone) |       |        |                                                               |

| Arbitro: | Pieri (Trieste) |

|              |           |               |
| Biagioli 59’ | Marcatori | 85’ Matassoni |

| Arbitro: | Massai (Pisa) |

|  |           |           |
|  | Marcatori | 88’ Grisa |

| Venezia 4 maggio 1952 32ª giornata | Venezia           | 0 – 0 | Brescia | Stadio Pierluigi Penzo\| Arbitro: \| Liverani (Torino) \| |
| Arbitro:                           | Liverani (Torino) |       |         |                                                           |

| Arbitro: | Rigato (Mestre) |

|                        |           |            |
| Milani 23’ Zamboni 47’ | Marcatori | 27’ Secchi |

| Roma 25 maggio 1952 34ª giornata | Roma              | 0 – 0 | Brescia | Stadio Nazionale\| Arbitro: \| Liverani (Torino) \| |
| Arbitro:                         | Liverani (Torino) |       |         |                                                     |

| Reggio Emilia 1º giugno 1952 35ª giornata | Reggiana              | 0 – 0 | Brescia | Stadio Comunale Mirabello\| Arbitro: \| Guarnaschelli (Pavia) \| |
| Arbitro:                                  | Guarnaschelli (Pavia) |       |         |                                                                  |

| Arbitro: | Occhinegro (Taranto) |

|             |           |  |
| Bonaiti 49’ | Marcatori |  |

| Arbitro: | Fortina (Novara) |

|                                                      |           |  |
| Matassoni 18’ Bosio 22’ (aut.) Bonaiti 30’ Posio 88’ | Marcatori |  |

| Arbitro: | Silvano (Torino) |

|                  |           |  |
| Borra 29’ (rig.) | Marcatori |  |

#### Spareggio promozione
| Arbitro: | Gemini (Roma) |

|            |           |  |
| Ispiro 59’ | Marcatori |  |

## Statistiche

### Statistiche di squadra
| Competizione | Punti | In casa | In casa | In casa | In casa | In casa | In casa | In trasferta | In trasferta | In trasferta | In trasferta | In trasferta | In trasferta | Totale | Totale | Totale | Totale | Totale | Totale | DR  |
| Competizione | Punti | G       | V       | N       | P       | Gf      | Gs      | G            | V            | N            | P            | Gf           | Gs           | G      | V      | N      | P      | Gf     | Gs     | DR  |
| ------------ | ----- | ------- | ------- | ------- | ------- | ------- | ------- | ------------ | ------------ | ------------ | ------------ | ------------ | ------------ | ------ | ------ | ------ | ------ | ------ | ------ | --- |
| Serie B      | 52    | 19      | 12      | 6       | 1       | 23      | 7       | 19           | 6            | 10           | 3            | 21           | 17           | 38     | 18     | 16     | 4      | 44     | 24     | +20 |
| Spareggio    |       | -       | -       | -       | -       | -       | -       | -            | -            | -            | -            | -            | -            | 1      | 0      | 0      | 1      | 0      | 1      | -1  |
| Totale       |       | 19      | 12      | 6       | 1       | 23      | 7       | 19           | 6            | 10           | 3            | 21           | 17           | 39     | 18     | 16     | 5      | 44     | 25     | +19 |

### Statistiche dei giocatori
Nel computo delle presenze è stato incluso lo spareggio promozione.
| Giocatore      | Serie B  | Serie B |
| Giocatore      | Presenze | Reti    |
| -------------- | -------- | ------- |
| R. Agostinelli | 14       | 0       |
| G. Azzini      | 39       | 0       |
| F. Bassetti    | 21       | 5       |
| R. Bertoni     | 13       | 0       |
| V. Bonaiti     | 32       | 12      |
| A. Borra       | 38       | 5       |
| P. Cotelli     | 3        | 0       |
| B. De Lazzari  | 12       | 2       |
| A. Gualeni     | 2        | 0       |
| L. Gualtieri   | 13       | 0       |
| F. Malighetti  | 23       | 5       |
| G. Matassoni   | 30       | 3       |
| A. Milani      | 31       | 3       |
| F. Parola      | 4        | 0       |
| C. Posio       | 15       | 5       |
| P. Provezza    | 2        | 0       |
| D. Salvi       | 2        | 0       |
| R. Seri        | 1        | 0       |
| S. Tomà        | 22       | 0       |
| F. Valcareggi  | 23       | 1       |
| M. Vecchio     | 9        | 1       |
| C. Zamboni     | 39       | 1       |
| G. Zibetti     | 38       | -24     |